# Salterio di Melisenda
Il Salterio di Melisenda (Londra, British Library, Ms. Egerton 1139) è un manoscritto miniato commissionato attorno al 1135 nel regno crociato di Gerusalemme, probabilmente da re Folco per sua moglie, la regina Melisenda. 
È il più notevole esempio di quell'arte dei Crociati che derivò dalla fusione degli stili artistici europeo/cattolico e bizantino/ortodosso.
Sette amanuensi e miniaturisti, lavorando nello scriptorium costruito dai crociati nella Chiesa del Santo Sepolcro in Gerusalemme, contribuirono alla creazione del salterio. 
Esso misura 21,6 per 14 centimetri, le dimensioni di un salterio destinato ad uso personale piuttosto che liturgico.

## Il ciclo del Nuovo Testamento

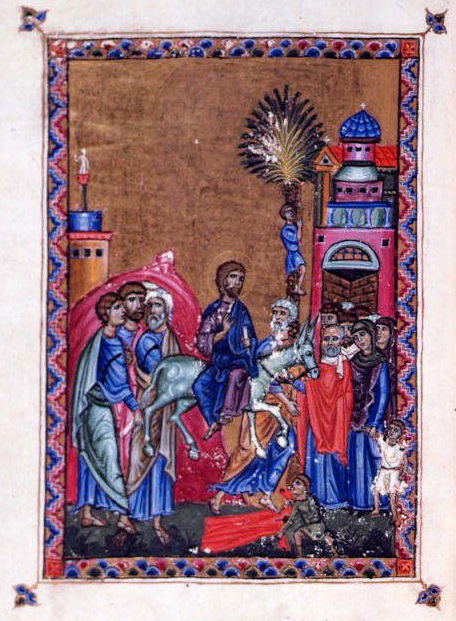
Cristo entra in Gerusalemme, miniatura, foglio 5 verso del Salterio di Melisenda.

Le prime ventiquattro illustrazioni (su ogni facciata dei primi dodici fogli) rappresentano scene dal Nuovo Testamento. 
A differenza dei salteri orientali, immagini del Nuovo Testamento si trovavano comunemente all'inizio dei salteri occidentali, in questo caso però le immagini rappresentano scene tipiche della liturgia ortodossa orientale. 
Le scene raffigurate sono l'Annunciazione, la Visitazione, la Natività, l'adorazione dei Magi, la Presentazione al Tempio, il Battesimo di Gesù, le Tentazioni di Gesù, la Trasfigurazione, la Risurrezione di Lazzaro, l'Ingresso a Gerusalemme, l'Ultima Cena, la Lavanda dei piedi, l'Agonia al Getsemani, il Tradimento di Giuda, la Crocifissione, la Deposizione dalla Croce, la Lamentazione, la Discesa agli inferi, le Tre Marie alla Tomba e la Deesis.
Il miniaturista che realizzò queste illustrazioni firmò l'ultima Basilius me fecit, ed è il solo miniaturista o amanuense conosciuto per nome.
Non sappiamo nulla su Basilius, a causa del suo nome greco si è supposto che fosse un artista bizantino, ma forse era un occidentale che aveva imparato lo stile greco, magari a Costantinopoli, è altresì possibile che si trattasse di un cattolico armeno che aveva familiarità sia con le tradizioni cattoliche che con quelle ortodosse.

## Il calendario

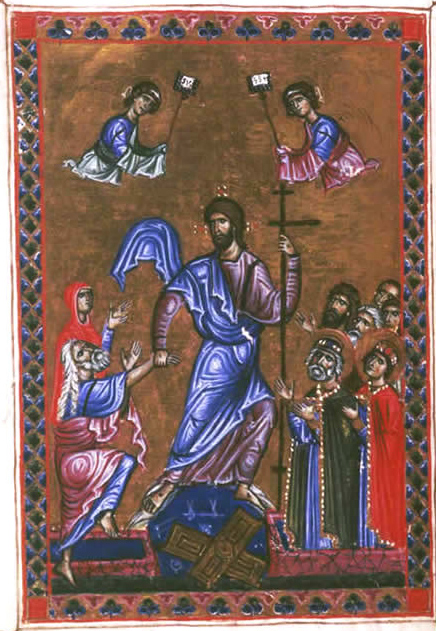
La Discesa agli Inferi, miniatura, foglio 9 verso del Salterio di Melisenda.

Le pagine da 13 a 21 contengono il calendario ed il suo testo, che è sorprendentemente simile ai calendari di salteri prodotti in Inghilterra nello stesso periodo.
Sembra essere stato copiato da un salterio fabbricato nella Cattedrale di Winchester, e ciò fa presumere che il salterio di Winchester si trovava a Gerusalemme, forse portato lì da un religioso inglese, oppure che la sezione calendario del Salterio di Melisenda fu in effetti realizzata in Inghilterra e trasportata poi a Gerusalemme.
Il calendario è compilato con i santi del giorno inglesi invece di quelli più popolari a Gerusalemme, ed un nome, San Martino di Tours, un popolare santo francese, è scritto in oro, per ragioni sconosciute.
Nel calendario sono menzionate solo tre date riguardanti specificamene i crociati: la conquista di Gerusalemme il 15 luglio, la morte di Baldovino II il 21 agosto, e la morte di sua moglie Morfia il 1º ottobre.
Ogni mese ha anche un medaglione illustrato con un segno dello zodiaco, in stile romanico con pesanti influenze islamiche, probabilmente da un artista nativo del regno e discendente da uno dei crociati originali.

## Il salterio
Le pagine da 22 a 196 contengono il testo del salterio vero e proprio, consistente in versetti dei salmi dalla Vulgata scritti in caratteri francesi settentrionali. 
Un terzo miniaturista dipinse le lettere iniziali di ogni salmo ad ogni divisione nel testo. 
Le iniziali occupano un'intera pagina, e sono disegnate in caratteri d'oro su sfondo porpora. 
Mostrano un'influenza dell'arte italiana ed islamica, e questo suggerisce che l'artista si sia formato nel meridione d'Italia pregno dell'influenza musulmana.

## Preghiere ai santi
L'amanuense che compose il salterio scrisse nelle pagine da 197 a 211 anche una serie di preghiere per Melisenda, dedicate a nove santi: la Vergine Maria, San Michele, San Giovanni Battista, San Pietro, San Giovanni evangelista, Santo Stefano, San Nicola, Santa Maria Maddalena e Sant'Agnese. 
Le preghiere sono accompagnate da dipinti dei santi di un quarto miniaturista, formato nello stile romanico, ma potrebbe essere stato un apprendista di Basilio in quanto la sua tecnica mostra anche un tentativo di incorporare lo stile bizantino.
Ci sono pochi spazi bianchi non decorati in questa sezione del salterio, che potrebbe essere incompleta.

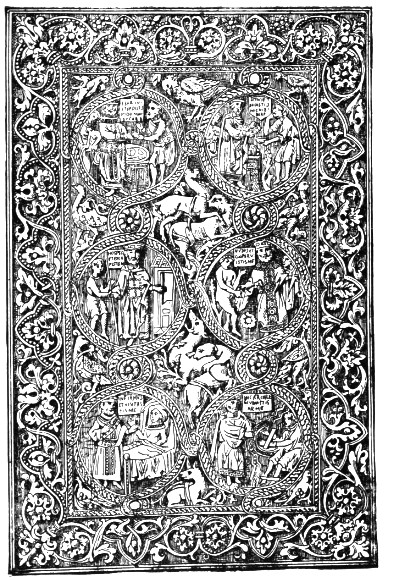
Copertina.

## La copertina
La copertina d'avorio decorata con turchesi ed altre gemme, reca sul fronte dei tondi con scene della vita di re Davide (uccisione di bestie feroci, unzione del re, penitenza di Davide, Davide suona l'arpa)  incorniciate da coppie combattenti di Virtù femminili che vincono i relativi Vizi, ispirate dalla Psychomachia di Prudenzio.
Sul retro in 6 tondi circondati da uccelli e bestie  feroci, un re compie le sei Opere di misericordia accompagnate da frasi prese dal Vangelo secondo Matteo. forse un riferimento all'assistenza reale ai poveri e ai pellegrini del Santo Sepolcro di Gerusalemme; le raffigurazioni mostrano l'influenza dell'arte bizantina ed occidentale e, soprattutto nel disegno geometrico, dell'arte islamica.
Il re sul lato posteriore indossa vesti imperiali bizantine, ma molto probabilmente rappresenta un re crociato, forse Folco. Il falcone intagliato sopra di lui è probabilmente un indizio in tal senso poiché "falcone" e "Folco" in francese antico sono entrambi fouque. 
Sotto il falcone è inciso il nome herodius, latino per grifalco; anche se l'artista non ha firmato come ha fatto Basilio.
Il dorso, di tipo bizantino, è in seta decorato con un pesante ricamo di filo d'argento e piccole croci greche rosse, blu e verdi (le croci greche si trovano anche nel blasone del regno). 
Il ricamo è stato eseguito, molto probabilmente, da un artista occidentale che aveva studiato lo stile bizantino, perché i punti non sono così lisci come altri esempi di dorsi in seta bizantini realizzati da artisti della Grecia.

## Data e destinataria
Non conosciamo la data esatta del salterio e neppure a chi era destinato, sebbene lo stile bizantino (considerato "aristocratico" dai crociati), la raffigurazione di re e l'uso di finali di parola al femminile nelle preghiere in latino sono indicazioni che è stato fabbricato per una nobildonna del regno.
Prove circostanziali identificano Melisenda come probabile destinataria.
L'influenza inglese nel calendario ed altrove proviene probabilmente da Folco, i cui parenti angioini governavano l'Inghilterra all'epoca.
È degno di nota anche il fatto che, a parte quella della conquista di Gerusalemme, le sole date nel calendario che riguardano specificamente i crociati sono quelle della morte dei genitori di Melisenda. 
La mescolanza di elementi Cattolici ed Ortodossi nel salterio potrebbe riflettere l'educazione mista che Melisenda aveva ricevuto da suo padre Baldovino, che era cattolico e da sua madre Morfia, di origini armene e di fede ortodossa.
Se Melisenda fu effettivamente la destinataria, allora il salterio fu molto probabilmente commissionato da Folco attorno al 1135.
Prima di allora, Folco e Melisenda stavano combattendo per il dominio nel regno e Melisenda era alleata dei ribelli contro Folco; dal 1134 si erano invece riconciliati.
D'altro canto il salterio deve essere stato scritto dopo la morte di Baldovino II, nel 1131 e prima di quella di Melisenda, nel 1151.
Confronti paleografici con altri testi prodotti in Gerusalemme suggeriscono che fu scritto negli anni 1140 o anche negli anni 1150, ma i testi più tardi possono aver usato il Salterio di Melisenda come fonte.
Il manoscritto, che è stato separato dalla copertina d'avorio, è conservato nella British Library (London BL Egerton MS. 1139). Il British Museum lo comperò nel 1845 dalla Grande Chartreuse, l'abbazia madre dell'Ordine Certosino.